# Lau-Heli (Horai-Quic)
Lau-Heli (Lau-Heli, Lauhili) ist eine osttimoresische Aldeia im Suco Horai-Quic (Verwaltungsamt Maubisse, Gemeinde Ainaro). 2015 lebten in der Aldeia 520 Menschen.

## Geographie und Einrichtungen
Die Aldeia Lau-Heli bildet den Osten des Sucos Horai-Quic. Westlich befindet sich die Aldeia Cartolo. Im Norden grenzt Lau-Heli an den Suco Maubisse, im Osten an den Suco Aituto und im Süden an den zum Verwaltungsamt Hatu-Builico gehörenden Suco Mulo. Die Nordgrenze bildet der Colihuno, ein Nebenfluss des Carauluns. Durch die Nordhälfte führt die Überlandstraße von Maubisse nach Ainaro. An ihr liegt im Norden das Dorf Lau-Heli und östlich des Aldeiazentrums das Dorf Erlihun. Südlich des Zentrums befindet sich an einer kleineren Straße das Dorf Hiut Lel mit einem kleinen Heiligtum. Nur der äußerste Norden von Lau-Heli liegt unterhalb einer Meereshöhe von 1500 m.
Im Dorf Lau-Heli befinden sich eine Schule und der Sitz des Sucos Horai-Quic.